# Matija Skurjeni
Matija Skurjeni (Veternica kraj Golubovca, Hrvatsko zagorje, 14. prosinca 1898. – Zaprešić, 4. listopada 1990.), hrvatski slikar naive, jedan od suosnivača Društva naivnih likovnih umjetnika Hrvatske. 
Poznati hrvatski slikar naive (primitivna umjetnost). Završio zanat za soboslikara, radio kao pastir, rudar i ličilac. Za vrijeme Prvog svjetskog rata vojnik na ruskom i talijanskom frontu. 
Njegove prve slike nastaju 1924. godine, a 1948. ima svoju prvu izložbu. U mirovinu odlazi 1956. godine i tada se u potpunosti posvećuje slikarstvu, te 1957. počinje surađivati s Galerijom primitivne umjetnosti u Zagrebu.  Skurjenijev europski uspjeh započinje 1960. godine, kada izlaže u galeriji La Nuova Pesa u Rimu. Dvije godine kasnije postavlja prvu samostalnu izložbu u Parizu, gdje upoznaje Andréa Bretona i druge nadrealiste. Dio slika, crteža i grafika 1984.godine daruje Skupštini općine Zaprešić kao temelj Galerije Matija Skurjeni. Galerija je otvorena tri godine kasnije, 1987. godine, u obnovljenom spremištu za plodine u Novim dvorima u Zaprešiću. Galerija 2000. godine prerasta u Muzej Matija Skurjeni sa stalnim postavom koji obuhvaća cjelokupni Skurjenijev opus: slike-ulja na platnu, crteže i grafike.